# Schwimmeuropameisterschaften 1977
Die 14. Schwimmeuropameisterschaften fanden vom 14. bis 21. August 1977 in Jönköping statt und wurden von der Ligue Européenne de Natation (LEN) veranstaltet.
Die Schwimmeuropameisterschaften 1977 beinhalteten Wettbewerbe im Schwimmen, Kunst- und Turmspringen, Synchronschwimmen sowie das Wasserballturnier der Männer.

## Beckenschwimmen

### Ergebnisse Männer
| Wettbewerb                 | Gold                                     | Gold     | Silber                                    | Silber   | Bronze                                     | Bronze   |
| -------------------------- | ---------------------------------------- | -------- | ----------------------------------------- | -------- | ------------------------------------------ | -------- |
| 100 m Freistil             | Peter Nocke Bundesrepublik Deutschland   | 51.55    | Wladimir Bure Sowjetunion                 | 52.02    | Marcello Guarducci Italien                 | 52.11    |
| 200 m Freistil             | Peter Nocke Bundesrepublik Deutschland   | 1:51.72  | Andrei Krylow Sowjetunion                 | 1:51.77  | Marcello Guarducci Italien                 | 1:52.35  |
| 400 m Freistil             | Sergei Russin Sowjetunion                | 3:54.83  | Frank Wennmann Bundesrepublik Deutschland | 3:55.47  | Frank Pfütze DDR                           | 3:56.46  |
| 1500 m Freistil            | Wladimir Salnikow Sowjetunion            | 15:16.45 | Walentin Parinow Sowjetunion              | 15:30.05 | Borut Petrič Jugoslawien                   | 15:30.74 |
| 100 m Rücken               | Miloslav Rolko Tschechoslowakei          | 58.35    | Zoltán Verrasztó Ungarn                   | 58.48    | Klaus Steinbach Bundesrepublik Deutschland | 58.60    |
| 200 m Rücken               | Zoltán Verrasztó Ungarn                  | 2:03.88  | Miloslav Rolko Tschechoslowakei           | 2:05.07  | Jan Thorell Schweden                       | 2:05.22  |
| 100 m Brust                | Gerald Mörken Bundesrepublik Deutschland | 1:02.86  | Giorgio Lalle Italien                     | 1:03.81  | Walter Kusch Bundesrepublik Deutschland    | 1:04.17  |
| 200 m Brust                | Gerald Mörken Bundesrepublik Deutschland | 2:16.78  | Arsens Miskarovs Sowjetunion              | 2:18.24  | Walter Kusch Bundesrepublik Deutschland    | 2:21.05  |
| 100 m Schmetterling        | Roger Pyttel DDR                         | 55.49    | Pär Arvidsson Schweden                    | 55.58    | John Mills Großbritannien                  | 55.98    |
| 200 m Schmetterling        | Michael Kraus Bundesrepublik Deutschland | 2:00.40  | Roger Pyttel DDR                          | 2:00.55  | Pär Arvidsson Schweden                     | 2:01.37  |
| 200 m Lagen                | András Hargitay Ungarn                   | 2:06.82  | Andrei Smirnow Sowjetunion                | 2:07.26  | Olexandr Sidorenko Sowjetunion             | 2:08.80  |
| 400 m Lagen                | Serhij Fessenko Sowjetunion              | 4:26.83  | Andrei Smirnow Sowjetunion                | 4:28.81  | Csaba Sós Ungarn                           | 4:29.24  |
| 4 × 100 m Freistil Staffel | BR Deutschland                           | 3:26.57  | Italien                                   | 3:28.58  | Sowjetunion                                | 3:28.91  |
| 4 × 200 m Freistil Staffel | Sowjetunion                              | 7:28.21  | BR Deutschland                            | 7:33.28  | Deutsche Demokratische Republik            | 7:36.94  |
| 4 × 100 m Lagen Staffel    | BR Deutschland                           | 3:48.73  | Deutsche Demokratische Republik           | 3:49.42  | Vereinigtes Königreich                     | 3:51.05  |

### Ergebnisse Frauen
| Wettbewerb                 | Gold                            | Gold    | Silber                     | Silber  | Bronze                        | Bronze  |
| -------------------------- | ------------------------------- | ------- | -------------------------- | ------- | ----------------------------- | ------- |
| 100 m Freistil             | Barbara Krause DDR              | 56.55   | Enith Brigitha Niederlande | 57.09   | Petra Priemer DDR             | 57.20   |
| 200 m Freistil             | Petra Thümer DDR                | 2:00.29 | Barbara Krause DDR         | 2:01.40 | Annelies Maas Niederlande     | 2:01.76 |
| 400 m Freistil             | Petra Thümer DDR                | 4:08.91 | Annelies Maas Niederlande  | 4:09.40 | Barbara Krause DDR            | 4:14.39 |
| 800 m Freistil             | Petra Thümer DDR                | 8:38.32 | Annelies Maas Niederlande  | 8:39.93 | Marina Altmann DDR            | 8:52.94 |
| 100 m Rücken               | Birgit Treiber DDR              | 1:02.63 | Ulrike Richter DDR         | 1:03.87 | Kaire Indrikson Sowjetunion   | 1:05.25 |
| 200 m Rücken               | Birgit Treiber DDR              | 2:13.10 | Ulrike Richter DDR         | 2:16.67 | Carmen Bunaciu Rumänien       | 2:17.98 |
| 100 m Brust                | Julija Bogdanowa Sowjetunion    | 1:11.89 | Carola Nitschke DDR        | 1:13.12 | Ramona Reinke DDR             | 1:13.76 |
| 200 m Brust                | Julija Bogdanowa Sowjetunion    | 2:35.04 | Susanne Nielsson Dänemark  | 2:35.34 | Eva-Marie Håkansson Schweden  | 2:38.05 |
| 100 m Schmetterling        | Andrea Pollack DDR              | 1:00.61 | Christiane Knacke DDR      | 1:00.71 | Ineke Ran Niederlande         | 1:03.40 |
| 200 m Schmetterling        | Anett Fiebig DDR                | 2:12.77 | Andrea Pollack DDR         | 2:15.14 | Susan Jenner Großbritannien   | 2:15.45 |
| 200 m Lagen                | Ulrike Tauber DDR               | 2:15.95 | Sabine Kahle DDR           | 2:17.79 | Olga Klewakina Sowjetunion    | 2:19.35 |
| 400 m Lagen                | Ulrike Tauber DDR               | 4:45.22 | Sabine Kahle DDR           | 4:50.70 | Sharron Davies Großbritannien | 4:54.95 |
| 4 × 100 m Freistil Staffel | Deutsche Demokratische Republik | 3:49.52 | Niederlande                | 3:52.95 | Vereinigtes Königreich        | 3:55.77 |
| 4 × 100 m Lagen Staffel    | Deutsche Demokratische Republik | 4:14.35 | Sowjetunion                | 4:18.12 | BR Deutschland                | 4:19.05 |

## Kunst- und Turmspringen

### Ergebnisse Männer
| Wettbewerb | Gold                          | Silber                         | Bronze                            |
| ---------- | ----------------------------- | ------------------------------ | --------------------------------- |
| 3 m        | Falk Hoffmann DDR             | Giorgio Cagnotto Italien       | Aljaksandr Kassjankou Sowjetunion |
| 10 m       | Uladsimir Alejnik Sowjetunion | Dawit Hambarzumjan Sowjetunion | Falk Hoffmann DDR                 |

### Ergebnisse Frauen
| Wettbewerb | Gold               | Silber                            | Bronze                     |
| ---------- | ------------------ | --------------------------------- | -------------------------- |
| 3 m        | Christa Köhler DDR | Beate Rothe DDR                   | Irina Kalinina Sowjetunion |
| 10 m       | Margit Schöpke DDR | Jelena Waizechowskaja Sowjetunion | Irina Kalinina Sowjetunion |

## Synchronschwimmen
| Wettbewerb | Gold                                     | Silber                                    | Bronze                              |
| ---------- | ---------------------------------------- | ----------------------------------------- | ----------------------------------- |
| Einzel     | Jackie Cox Großbritannien                | Marijke Engelen Niederlande               | Renate Baur Schweiz                 |
| Duett      | Jackie Cox Andrea Holland Großbritannien | Marijke Engelen Helma Giuvers Niederlande | Renate Baur Liselotte Meyer Schweiz |
| Gruppe     | Niederlande                              | Vereinigtes Königreich                    | Schweiz                             |

## Wasserball

### Ergebnisse Männer
| Wettbewerb | Gold   | Silber      | Bronze  |
| ---------- | ------ | ----------- | ------- |
| Mannschaft | Ungarn | Jugoslawien | Italien |

## Medaillenspiegel
| Medaillenspiegel | Medaillenspiegel                | Medaillenspiegel | Medaillenspiegel | Medaillenspiegel | Medaillenspiegel |
| Rang             | Nation                          | Goldmedaille     | Silbermedaille   | Bronzemedaille   | gesamt           |
| ---------------- | ------------------------------- | ---------------- | ---------------- | ---------------- | ---------------- |
| 1                | Deutsche Demokratische Republik | 16               | 11               | 7                | 34               |
| 2                | Sowjetunion                     | 7                | 9                | 7                | 23               |
| 3                | BR Deutschland                  | 7                | 2                | 4                | 13               |
| 4                | Ungarn                          | 3                | 1                | 1                | 5                |
| 5                | Vereinigtes Königreich          | 2                | 1                | 5                | 8                |
| 6                | Niederlande                     | 1                | 6                | 2                | 9                |
| 7                | Tschechoslowakei                | 1                | 1                | –                | 2                |
| 8                | Italien                         | –                | 3                | 3                | 6                |
| 9                | Schweden                        | –                | 1                | 3                | 4                |
| 10               | Jugoslawien                     | –                | 1                | 1                | 2                |
| 11               | Dänemark                        | –                | 1                | –                | 1                |
| 12               | Schweiz                         | –                | –                | 3                | 3                |
| 13               | Rumänien                        | –                | –                | 1                | 3                |
| ––               | insgesamt                       | 37               | 37               | 37               | 111              |